# Constance Pascal
Constance Pascal (* 24. August 1877 in Pitești, Rumänien; † 21. Dezember 1937 in Neuilly-sur-Marne, Frankreich) war eine in Rumänien geborene französische Psychiaterin, die in Frankreich praktizierte. Sie war in Frankreich die erste weibliche Psychiaterin und die erste weibliche Chefärztin einer psychiatrischen Klinik.

## Leben und Werk
Pascal wurde in einer Kleinstadt in der Nähe von Bukarest als Tochter des Landbesitzers Ion Pascal geboren. Sie besuchte das Gymnasium in Bukarest. 1897 zog sie nach Paris und begann mit minimaler finanzieller Unterstützung ihre medizinische Ausbildung.
1902 organisierte die Aktivistin Madeleine Pelletier, nachdem diese von der Prüfung als Psychiatriepraktikantin ausgeschlossen worden war, eine erfolgreiche Kampagne, um Frauen die Teilnahme an der öffentlichen Prüfung zu ermöglichen. Pascal und Pelletier waren 1903 die ersten beiden Frauen, die als Praktikantinnen aufgenommen wurden. Während ihres Praktikums arbeitete Pascal zunächst im Hospitalier de Perray-Vaucluse und dann bei Paul Sérieux im Hôpital de Ville-Évrard. 1905 erwarb sie einen Abschluss in Medizin an der Universität Paris mit der Dissertation Formes atypiques de la paralysie générale: prédominance régionales des lésions dans les méningoencéphalites diffus. Für diese Arbeit erhielt sie die Bronzemedaille der medizinischen Fakultät und 1906 den renommierten Moreau-de-Tours-Preis.
1907 erwarb sie die französische Staatsbürgerschaft und konnte danach 1908 als erste Frau die Prüfung für eine psychiatrische Festanstellung ablegen. Sie wurde als Assistenzärztin der Anstalt von Clermont (Oise) zugeteilt, wo sie bis 1920 arbeitete.
1913 schickte sie einen Bericht an das Justizministerium, in dem sie die Einrichtung von Schulkrankenhäusern für Kinder mit geistiger Beeinträchtigung befürwortete, um eine Heimunterbringung zu verhindern. Ihre Reformpläne wurden jedoch durch den Ausbruch des Ersten Weltkriegs blockiert. Clermont wurde 1914 von den Deutschen besetzt. Die Patienten wurden nicht evakuiert und die Anstalt nahm auch Soldaten auf. 1915 traf sie General Justin Mangin, den Kommandeur der 6. Armeebrigade, der in Clermont einquartiert war. Im Juli 1916 wurde nach einer Beziehung mit Mangin ihre Tochter Jeanne geboren, für deren Entbindung Pascal unter dem Vorwand gesundheitlicher Probleme die Anstalt verlassen musste. Nach der Geburt wurden die Namen der Eltern nicht auf der Geburtsurkunde angegeben und erst 1924 adoptierte Pascal ihre Tochter.
Während und nach dem Ersten Weltkrieg wurde Pascal mehrmals versetzt. Nach ihrem Praktikum im Hôpital de la Salpêtrière wurde Pascal Psychiaterin in Charenton-le-Pont, dann 1920 als erste Frau zur Chefärztin in Prémontré ernannt und wechselte 1922 nach Châlons-sur-Marne. Hier gründete sie 1923 eines der ersten Instituts Médico-Pédagogiques, welches Kindern unter 16 Jahren Bildung und medizinische Hilfe gewährte. Das Institut stellte seine Tätigkeit bald nach ihrer Abreise 1926 ein, als Pascal nach dem zweiten Examen 1925 in die Region Paris übersiedelte. Sie war von 1926 bis 1927 medizinischen Direktorin des Roger-Prévot Hospital Centers in Moisselles. 1927 wurde sie Chefärztin im Maison Blanche bei Paris, wo sie bis zu ihrem Tod nach langer Krankheit arbeitete.

## Arbeit zu Demenz praecox
Pascal erforschte die sozialen und biologischen Ursachen psychischer Erkrankungen und ist bekannt für ihre Arbeit zur Demenz praecox. Eine Reihe klinischer Studien zur Demenz praecox wurden 1911 von Pascal in der Monographie La démence précoce: étude clinique et médico-légale zusammengefasst. Dieser Band war eine analytische Zusammenfassung früher veröffentlichter Forschungen und klinischer Berichte über eine Erkrankung, die im selben Jahr von dem Schweizer Psychiater Eugen Bleuler den Begriff Schizophrenie bekam. 1918 genehmigte die American Medico-Psychological Association die endgültigen Umbenennung von Dementia praecox zu Schizophrenie. Der amerikanische Neuropsychiater Elmer Ernest Southard war einer der Befürworter dieser Umbenennung und würdigte Pascal in seinem Bericht in den historischen Informationen über die Entwicklung des Begriffs.

## Auszeichnungen und Ehrungen
- Der Pascal-Boyle-Preis wird zu Ehren von Helen Boyle und Constance Pascal von der Europäischen Psychiatrischen Vereinigung vergeben.[4][5]

## Veröffentlichungen (Auswahl)
- Les formes atypiques de la paralysie générale. 1905.
- La démence précoce; étude psychologique médicale et médico-légale. Paris, Alcan, 1911.
- mit Jean Davesne: Traitement des maladies mentales par les chocs. Paris, Masson, 1926.
- Chagrins d'amour et psychoses, Paris, G. Doin, 1935.
- Chagrins d'amour et psychoses, Paris, Éditions L'Harmattan, 2000, ISBN 978-2738492272.